# Chur
Chur (în germană Chur, în retoromană Cuira, în italiană Coira, în franceză Coire) este un oraș în Elveția, capitala cantonului Graubünden, reședința districtului Plessur.
Chur se află pe malul drept al Rinului, fiind situată  la altitudini între 570-1.800 m deasupra nivelului mării.

## Istorie
Numele Chur provine din cuvântul latin curia, care-și are originea în numele celtice mai vechi kora, koriace, însemnând "trunchi".
Săpăturile arheologice arată că orașul Chur a fost înființat pe la anul 3000 î.Hr., fiind și cea mai mare aglomerare urbană elvețiană a vremii. Romanii au cucerit orașul în anul 15 î.Hr.
Chur a devenit capitala regiunii romane antice Raetia prima, partea de sud a noii provincii Raetia. În 284 d.Hr. Chur a fost ridicat la rangul de capitală de provincie.
Orașul a devenit în 450 scaun episcopal. În 1524 reforma protestantă s-a instalat și aici, însă episcopul a rămas catolic. Astfel, a avut loc separarea bisericii față de stat. Tot în secolul al XVI-lea, limba retoromană a fost înlocuită ca limbă oficială cu germana, ținând seama de faptul că germana era deja folosită de către episcopie încă din secolul al IX-lea. În 1803 Graubünden a aderat la Confederația Elvețiană, iar Chur a devenit capitala noului canton.

## Puncte remarcabile

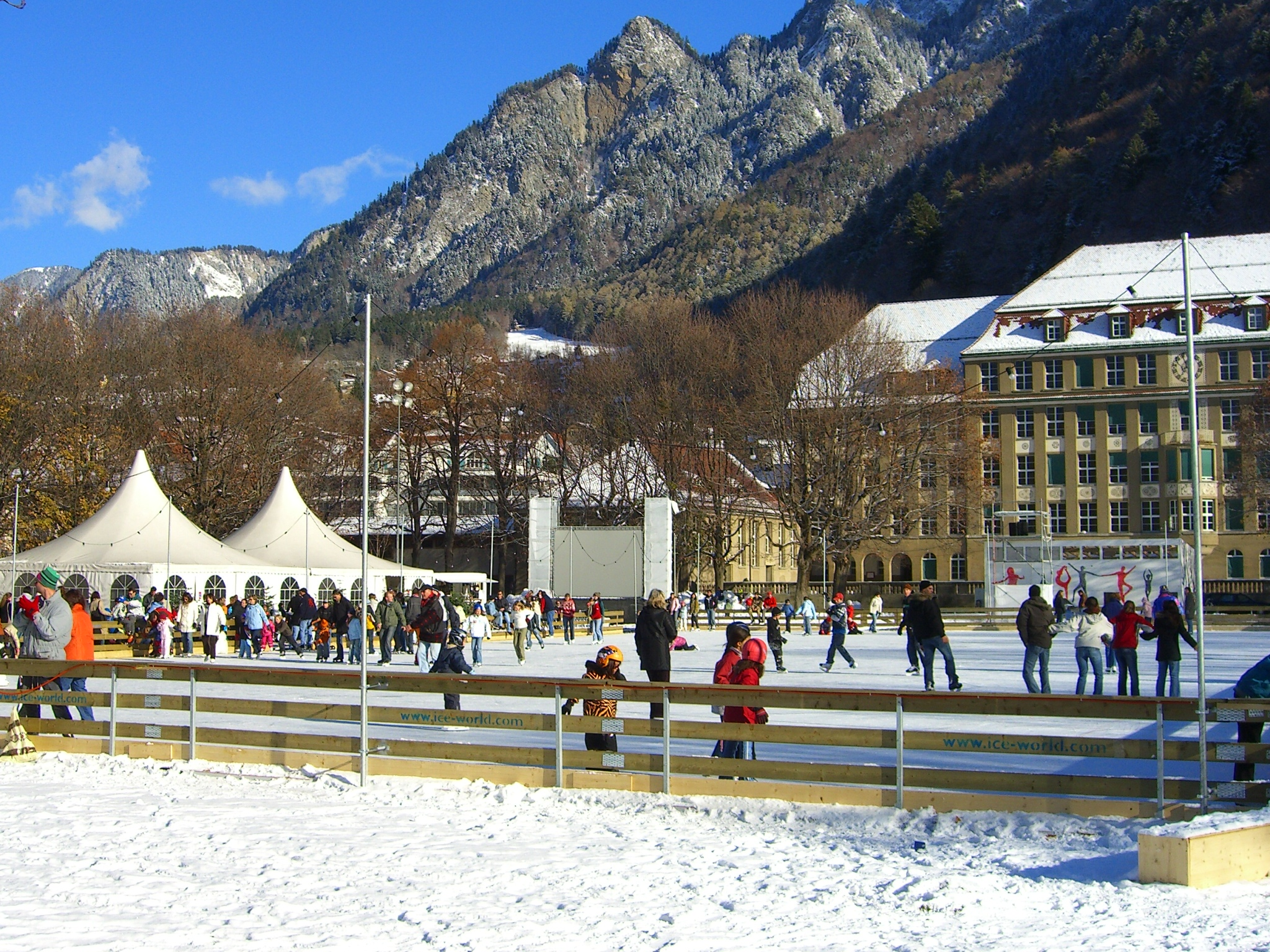
Patinoarul din Chur

În centrul orașului se află Piața Poștei. La nord-vestul axei principale se află Muzeul Natural, în care se află operele unor artiști din sec. XVIII-XX. La sud-vestul Pieții Poștei se află Piața Fântânii.
Orașul istoric / vechi se întinde între Piața Poștei, Episcopie și râul Plessur. Clădirea Episcopiei datează din anii 1732-1733. La estul orașului vechi se află Piața Guvernului, cu clădirea guvernului denumită în retoromană Casa Gri, zidită în 1752. Tot aici se află și biblioteca cantonului, arhiva națională și cancelaria de stat. În Piața Guvernului mai există monumentul Vazerol, reprezentând unirea celor trei regiuni ale cantonului din 1471.
La sudul acestei pieți, lângă episcopie, se află catedrala cu hramul sfântului Luciu, în stil roman-gotic, datând din secolele al XII-lea și al XIII-lea.

## Locomoție
Chur e un nod de cale ferată important, legând liniile ce vin din nordul confederației, precum și liniile de cale ferată îngustă ale cantonului (Căile Ferate Rețiene). Gara a fost renovată și modernizată în 1992, cuprinzând totodată și autogara.

## Personalități
- Josias Braun-Blanquet, botanist.
- Alois Bruegger, medic.
- Jakob Buchli, constructor de locomotive.
- Gion Mathias Cavelty, scriitor.
- Hans Ruedi Giger, grafician, laureat Oscar.
- Hans Gmuer, scriitor.
- Alfred Heuss, muzician.
- Rudolf Hotzenkoecherle, lingvist.
- Kurt Huber (1893-1943), profesor la Universitatea din München, executat de naziști.
- Angelika Kauffmann, una din cele mai mari pictorițe elvețiene.
- Daniel Mahrer, skior.
- Giorgio Rocca, skior.
- Rad mon Schuetter, compozitor.
- Gian Simmen, snowboarder;
- Raphael Zuber (n. 1973), arhitect.